# Santa Monica Pier

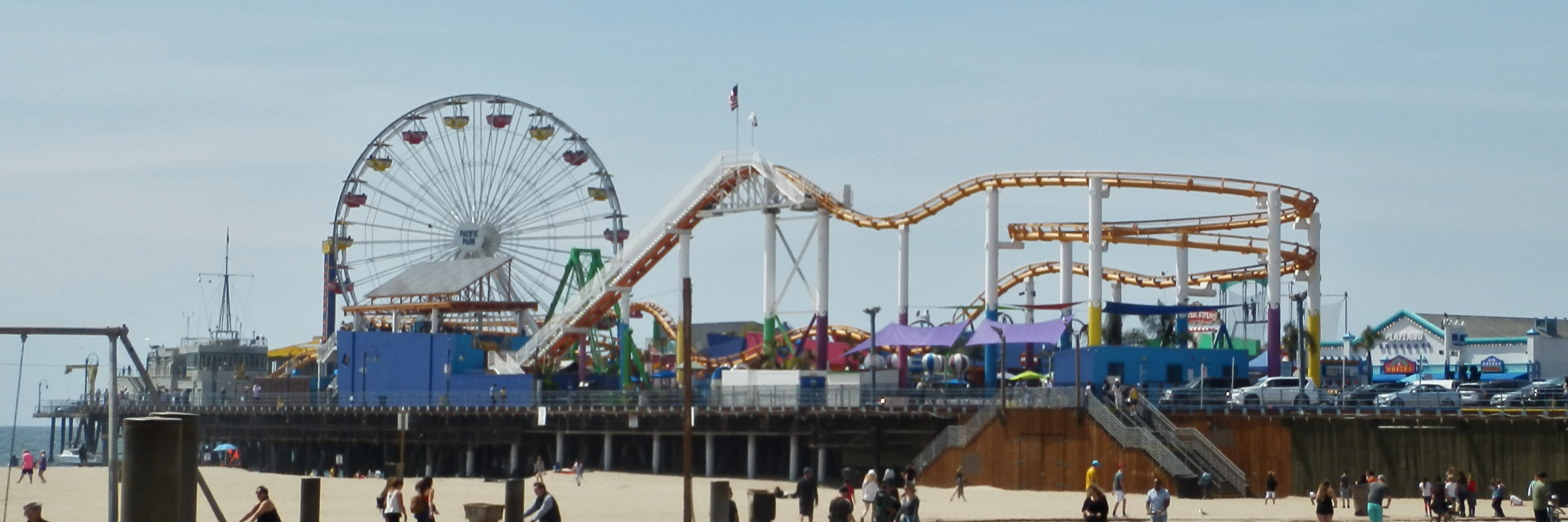
Der Pacific Park am Santa Monica Pier

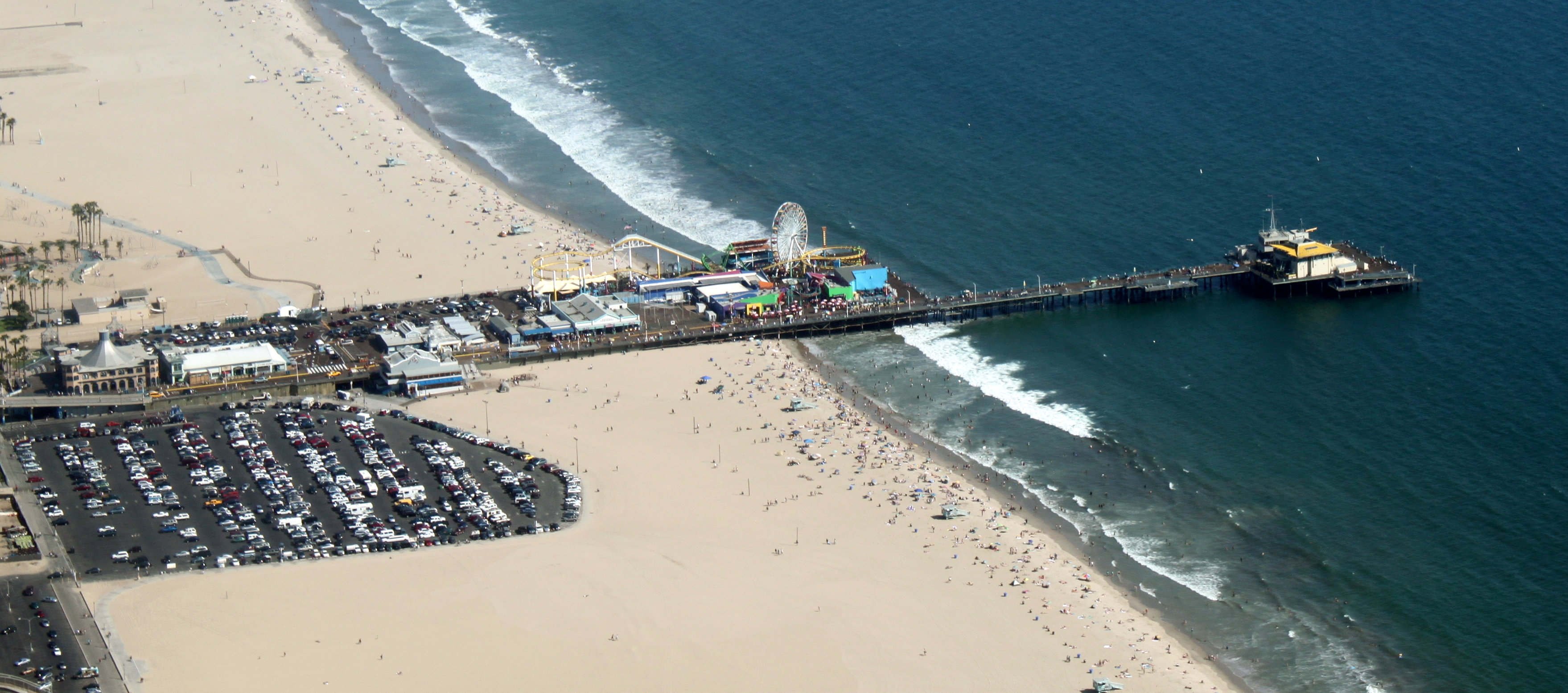
Luftbildaufnahme 2009

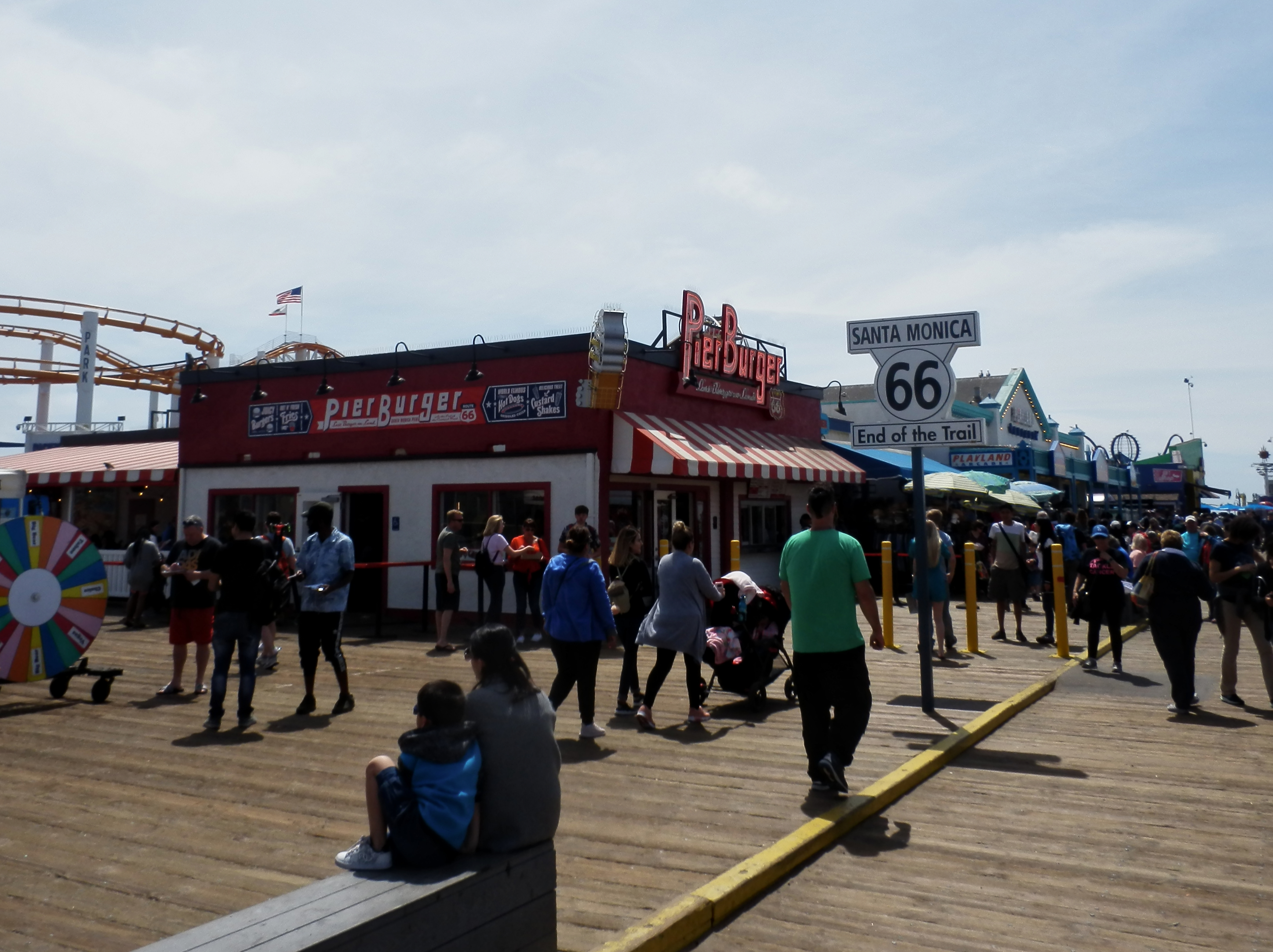
Ende der Route 66

Der Santa Monica Pier ist eine der größten Sehenswürdigkeiten und das Wahrzeichen der kalifornischen Stadt Santa Monica. Er geht von der Colorado Avenue aus und erstreckt sich über den Santa Monica State Beach (öffentlicher Strand) in den Pazifischen Ozean. Zugleich bildet er den Endpunkt der berühmten Route 66.

## Geschichte
Der Santa Monica Pier besteht aus zwei aneinandergefügten Piers, die lange Zeit zwei verschiedenen Besitzern gehörten. Die lange und schmale Municipal Pier wurde am 9. September 1909 eröffnet, hauptsächlich für den Zweck, Abwasserrohre hinter die Brandung zu führen. Die kurze aber breitere Pleasure Pier (auch Newcomb Pier) am Südende wurde 1916 von Charles Looff und seinem Sohn Arthur Looff gebaut; beide gelten als Pioniere für die Errichtung von Vergnügungsparks.
1924 eröffnete der La Monica Ballroom Tanzsaal, musste jedoch im Jahre 1959 wieder schließen. Die Brückenverbindung zur Pier wurde 1938 von der staatlichen Works Progress Administration gebaut.
Die Newcomb Pier wurde 1953 von der Stadt erworben und überstand verschiedene Abrisspläne in den 1960er Jahren. Der ungewöhnlichste Plan sah die Errichtung einer künstlichen Insel für ein Hotel mit 1500 Zimmern vor. Der Stadtrat stimmte dem Vorhaben zu, musste es aber nach einer überwältigenden Bürgerinitiative namens „Save the Santa Monica Bay“ (dt.: Rettet die Santa Monica Bucht) im Jahre 1973 wieder aufgeben. Im gleichen Jahr wurde das alte Karussell zu einem zentralen Drehort des mit sieben Oscars ausgezeichneten Films Der Clou (obwohl der Film in Chicago spielt).
Aufgrund seiner Nähe zu den Filmstudios Hollywoods und der Beliebtheit unter der Bevölkerung wurden hier seit den 1930er Jahren zahlreiche Szenen für Fernseh- und Kinoproduktionen gedreht.

## Freizeitgestaltung

Zugang zum Pier bei Nacht

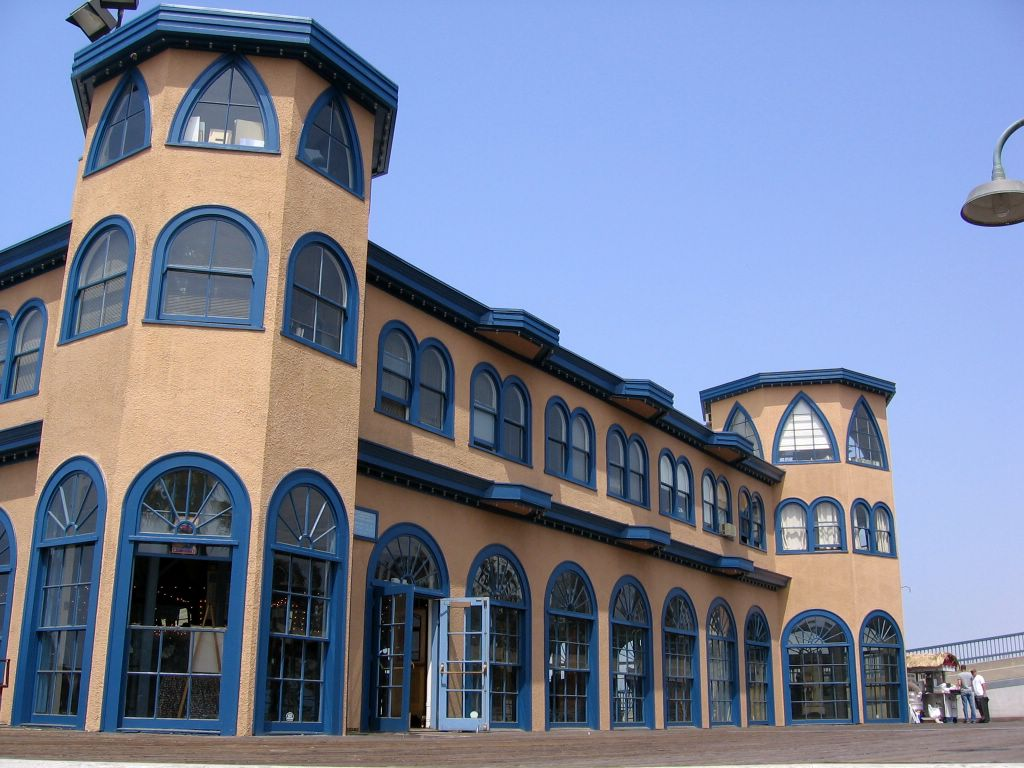
Das Hauptgebäude am Pier

Die Pier beherbergt den Pacific Park Vergnügungspark, in dem man von einem Riesenrad einen weiten Ausblick auf den Pazifik und West Los Angeles hat. Der Park beinhaltet außerdem ein Karussell aus den 1920er Jahren, ein Aquarium und diverse Geschäfte, Trödelläden, Bars und Restaurants. Der Pacific Park stammt aus den Jahren 1958 bis 1967 und wurde 1974 wiederhergestellt. Das Karussell wurde 1922 gebaut und auf der Pleasure Pier aufgestellt. Es hat 44 handgeschnitzte Pferde und wird musikalisch begleitet. 1990 wurde es restauriert und wieder aufgestellt.
Am äußersten Ende der Pier finden sich täglich viele Angler zusammen und gehen ihrem Hobby nach. Außerdem finden im Sommer zahlreiche Feste, Tanzveranstaltungen und Freiluft-Filmvorführungen statt.

### Liste der Achterbahnen im Pacific Park
| Name                      | Typ                                   | Hersteller                    | Eröffnungsjahr | Schließungsjahr |
| ------------------------- | ------------------------------------- | ----------------------------- | -------------- | --------------- |
| Santa Monica West Coaster | Stahlachterbahn ohne Inversionen      | D.H. Morgan Manufacturing     | 1996           | -               |
| Blue Streak Racer         | Holzachterbahn, Racing Roller Coaster | unbekannt                     | 1917           | 1923            |
| Whirlwind Dipper          | Holzachterbahn                        | Frank Prior, Frederick Church | 1924           | 1930            |

## Sonstiges
In einem jährlich aufgestellten Festzelt in der Nähe des Piers findet traditionell die Verleihung des Filmpreises Independent Spirit Award statt.
Der deutsche Filmpark Movie Park Germany eröffnete 2007 einen neuen Themenbereich, der die Santa Monica Pier als Vorbild hat.
Die Zukunft und der schließliche Einsturz des Piers nach einem fiktiven Verschwinden der Menschheit wird in Folge 7 der 2. Staffel der Dokufiktion-Serie Zukunft ohne Menschen („Wogen des Todes“, USA 2010) gezeigt.